# 満洲国・関東州の高等教育機関
満洲国・関東州の高等教育機関（まんしゅうこく・かんとうしゅうのこうとうきょういくきかん）。日露戦争後から日本の敗戦に至る時期、日本の支配下／勢力圏内にあった満洲国および関東州に設立された主要な高等教育機関の沿革一覧。

## 満洲国

### 新京
建国大学
満洲国の代表的最高学府として設立された国立大学で、総長は国務総理大臣の兼任であった。大学院・研究院を設置した。
- 1937年8月：新京市に設立。修業年限は前期・後期各3年。
- 1938年5月：開学。
- 1943年6月：第1期生卒業。
- 1944年12月：第2期生繰り上げ卒業。
- 1945年8月：ソ連軍による占領と日本の敗戦に伴い閉学。
- 1946年10月：中華民国に接収され、国立長春大学に併合。
- 1949年：中華人民共和国成立をうけ廃校となる。

大同学院
満洲国所管の国立学校で、同国官吏の養成・再教育のために設立。
- 1932年1月：満洲国自治指導部として新京市に設立（のち資政局訓練所と改称）。
- 1932年7月：大同学院と改称。
- 1932年10月：第1期生卒業。
- 1943年：研究所を設置。
- 1945年8月：日本の敗戦に伴い解散。第19期生卒業。
- 1946年10月：中華民国に接収され、国立長春大学に併合。
- 1949年：中華人民共和国成立をうけ廃校となる。

新京法政大学
- 1934年1月：満洲国司法部法学校として新京市に設立。
- 1939年1月：新京法政大学に昇格。
- 1945年8月：ソ連軍による占領と日本の敗戦により閉学。
- 1946年10月：中華民国に接収され、国立長春大学に併合。
- 1949年：中華人民共和国成立をうけ廃校となる。

新京医科大学
- 1928年：吉林省立医学校設立
- 1930年-1932年中絶
- 1937年3月：新京に移転、満洲国文教部へ移管、国立新京医学校と改称。
- 1938年：新京医科大学に昇格
- 1942年：奉天薬剤師養成所接収
- 1945年：奉天薬剤師養成所が新京医科大学薬学部に昇格
- 1946年10月：中華民国に接収され、国立長春大学に併合。
- 1949年：中華人民共和国成立をうけ廃校となる。

その他
新京工業大学・新京畜産獣医大学・師道大学・女子師道大学などが存在していた。1946年中華民国に接収され、師道大学・女子師道大学が長春師範学院に、新京工業大学・新京医科大学・新京畜産獣医大学が国立長春大学に併合。いずれも1949年中華人民共和国成立をうけ廃校となる。
- 新京工業大学 ‐ 鉱工技術院養成所ついで国立大学新京鉱工技術院だったものを移管して1939年1月開設。修業年限4年。[1]
- 新京畜産獣医大学 ‐ 1940年5月の開設で修業年限3年。[1]
- 中央師道学院 ‐ 中等教師の養成を吉林の師道大学に受け持たせ、この学院では初等教師の養成を担当した。[1]
- 女子師道大学 ‐ 師道大学女子部を廃止し新設。修業年限3年。女子教師養成のための大学で、女子高等学校卒業程度が対象。[1]

### ハルピン（ハルビン、哈爾浜）
ハルピン学院
ハルピン学院は、設立当初は外務省所管の旧制専門学校であったが、1940年以後は満洲国所管の国立大学となった。日露間の貿易を担う人材養成を標榜した。著名な卒業生として、外交官の杉原千畝、ロシア文学者の工藤精一郎、衆議院議員の草野威、白鳥事件の白鳥一雄警部がいる。
- 1920年：日露協会（1907年発足）によって日露協会学校としてハルピン市に設立。
- 1932年4月：ハルピン学院と改称。
- 1940年3月：大学に昇格し満洲国立大学ハルピン学院と改称。修業年限4年
- 1945年8月：日本の敗戦に伴い解散。
- 1999年4月：ハルピン学院同窓会幕引き。同時にハルビン学院連絡所（新宿区原町1-28　恵雅堂出版内）が事務処理を引き継ぐ。

北満学院
満洲国所管。在留ロシア人のための大学であった。
- 1937年3月：哈爾濱俄僑学院設立・開校。商学部設置（修業年限3年）。
  - ハルビン法科大学（1922年設立）・ハルビン教育大学（1925年設立）を統合。
- 1938年3月：工学部（修業年限4年）を増設し満洲国北満学院に改編。
  - 聖ウラジーミル大学（ロシア語版）（1934年創立）工学部を併合。
  - 初代学院長は清水三三。
- 1945年：日本の敗戦に伴い解散。

ハルピン開拓医学院
- 1940年：私立ハルピン医科大学に設立。
- その他チャムス、チチハル、龍井にも開拓医学院がある。

その他
ハルピン工業大学などが存在していた。

### 奉天
満洲医科大学
関東局所管の私立大学である。
- 1922年4月：南満医学堂という名称で奉天に設立。
- 1938年3月：附属薬学専門部設置。
- 1949年：中華人民共和国の中国医科大学になる。

満洲教育専門学校
満鉄により、同社が付属地で経営する初等・中等学校の教員養成のために設立された師範学校。通称は教専。
- 1924年：開校。初代校長は保々隆矣（満鉄地方部学務課長）。
- 1931年：廃止が決定。
- 1933年：最後の卒業式が行われ廃校。

その他
奉天工業大学・奉天農業大学などが存在していた。

## 関東州
いずれも関東局所管の学校であり、1945年日本の敗戦に伴い進駐してきたソ連軍に接収され廃校となった。

### 旅順
旅順工科大学
- 1922年4月、官立大学として設立された。

旅順医学専門学校
- 1939年：旅順病院に旅順医学校設立
- 1942年：旅順医学専門学校と改称。

旅順高等学校
- 1940年3月：官立旧制高等学校として設立。文科・理科を設置。
- 1945年8月：廃校。

### 大連
南満洲工業専門学校
- 1922年4月：私立学校として設立。
- 1946年11月：大連工業専門学校となる。
- 1949年4月：大連大学工学院化学系となる。
- 1950年7月：大連工学院化学系となる。
- 1988年：大連理工大学化工学院となる。

大連高等商業学校
- 1936年11月：私立の旧制専門学校として設立。通称は大連高商。
- 1941年4月：官立移管。
- 1944年4月：大連経済専門学校（大連経専）と改称。
- 1946年：廃止。
- 現在、校地は大連教育学院が使用。

大連女子医学専門学校
- 1945年：満鉄大連病院に設立。

## 関連書籍
- 海後宗臣（監修） 『日本近代教育史事典』 平凡社、1971年
- 和気シクルシイ『戦場の狗　─ある特務諜報員の手記』筑摩書房、1993年 ISBN 4-480-81323-3 (1929年当時のハルピン学院が登場)
- 芳地隆之 『ハルビン学院と満洲国』 新潮選書、1999年 ISBN 4106005611
- 『彷書月刊』179号「特集；満洲の異色学校」、2000年8月号

## 関連事項
- 旧外地の高等教育機関
- 日本統治時代の台湾の高等教育機関
- 日本統治時代の台湾の師範教育機関
- 井土霊山（1905年に自著で「満洲大学」の設立を提案した。満洲での大学設立を唱えたもっとも早い例の一つ。）